# Prasophyllum cucullatum
Prasophyllum cucullatum är en orkidéart som beskrevs av Heinrich Gustav Reichenbach. Prasophyllum cucullatum ingår i släktet Prasophyllum och familjen orkidéer. Inga underarter finns listade i Catalogue of Life.